# 清新擴展委員會
清新擴展委員會（Clear Expansion Committee）是圍繞着某個山達基機構或傳教機構，來協調該地區所有山達基的宗教和非宗教活動的組織。
該委員會的目標是：
 在一個地區之內，團結和協調所有山達基信徒，山達基組織及各社團的活動，使L·羅恩·賀伯特技術廣為人知，並廣泛應用，最終目標是拯救眾生，“清新”整個社會和建立一個山達基的世界。
抵達“清新”的境界，是每一個山達基信徒的責任。該宗教創始人賀伯特的目標從一開始便是“清新行星” ，換言之，爲了使地球上每個人都成為一個清新者，可以使用有爭議的手段，例如，只有清新者才可以結婚和生育。

## 委員會成員名單
該地區教堂的指揮官或執行董事，擔任當地清新擴展委員會主席。教堂的公共執行秘書是委員會的副主席，現場控制秘書長擔任委員會的秘書長。
其他組織負責人包括：
- 清新董事
- 成功董事
- 志願牧師負責人
- 特別事務董事

清新擴展委員會還包括以下的地域代表:
- 傳教團主持
- 運作中的希坦(OT)委員會
- 志願牧師
- 羅恩·賀伯特名譽公關主任
- 工合組（活躍社團）
- 公民人權協會（附屬國際青少年人權協會）
- 世界山達基企業協會之憲章委員會
- 快樂之道支部
- 教育團體
- 那可拿（Narconon）
- 金明拿(Criminon)

## 爭議
雖然許多山達基團體聲稱，他們是獨立的，非宗教的，但清新擴展委員會的存在反證了這一點 — 委員會的主要目的是促進山達基和招募信徒。在2002年、佛羅里達州清水灣委員會的中央目錄中，教育團體包括應用教育協會，世界掃盲運動，和13所學校或教育輔導服務。工合組包括珍惜兒童基金會，友好鄰居委員會，及五團男、女、幼童軍。
1995年，德國漢堡參議院發表報告，其中有山達基的內部備忘錄，內容形容山達基附屬機構的作用：「所有的組織和團體組成一個全球網絡。每個組織都有自己的角色和責任。但是，所有服務組織的目標，是提請注意羅恩·賀伯特的技術，並將其交付給公眾。」